# Denis Payre
Pour les articles homonymes, voir Payre (homonymie) et Peyre.
Cet article possède un paronyme, voir Denipaire.
Denis Payre, né le 17 janvier 1963 à Lyon, est un entrepreneur et homme politique français.
Fondateur de la société Business Objects, il s’engage dans la vie associative en créant Croissance Plus et finance des startups. 
Engagé en politique, il fonde le parti politique Nous Citoyens en 2013 avant d'adhérer aux Républicains en 2021.

## Situation personnelle

### Origines et formation
Denis Payre est le fils d'un ingénieur et d'une assistante sociale et l'arrière petit-fils d'un soyeux lyonnais.
De 1983 à 1985, il étudie à l’ESSEC.
De 1987 à 1988, il responsable des activités internationales de la jeune société informatique Forum International. De 1988 à 1990, il est responsable de Compte stratégique chez Oracle France.

### Vie privée
Il a quatre enfants et pratique le ski ainsi que la voile (il a traversé l'Atlantique en catamaran).

## Carrière professionnelle

### Business Objects
En 1994, il participe à l'introduction en bourse de la Business Objects au Nasdaq, première société française d’édition de logiciel à y parvenir,. Business Object fait son entrée à la bourse de Paris en 1999.
Denis Payre décide de se retirer de Business Objects en 1996, mais reste membre du conseil d’administration. 
En février 2008, Business Objects est racheté par l'allemand SAP pour 4,8 milliards d'euros. Denis Payre n'est plus actionnaire à ce moment-là.

### Kiala
En 2000, avec Marc Fourrier, spécialiste en économie de la logistique, Denis Payre crée Kiala, une plateforme de services logistiques pour livrer les produits issus de la vente à distance dans des points de livraison (point de dépôt) plutôt qu'à domicile. Kiala devient l'opérateur de relais leader en Europe avec une implantation dans cinq pays : Belgique, Espagne, France, Luxembourg, Pays-Bas. Son chiffre d'affaires est en forte croissance pendant 10 ans. En 2012, la société compte plus de 4 500 points de livraison en France et 7 000 en Europe.[réf. souhaitée]
En février 2012, l'américain UPS se porte acquéreur de Kiala pour en faire son centre de compétence mondial dans le domaine d'expertise de l'entreprise. Kiala est alors chargé de déployer des réseaux de relais pour le compte d'UPS dans plusieurs pays du monde comme la Grande-Bretagne, l'Allemagne ou le Canada. Denis Payre est resté à la tête de l'entreprise pendant 18 mois, jusqu'en septembre 2013.

### CroissancePlus et exil
En 1997, il cofonde et préside l’association Croissance Plus dans le but de promouvoir le modèle de développement des entreprises en forte croissance et d'obtenir la création d'un environnement qui leur soit plus favorable. Croissance Plus parvient à convaincre le gouvernement Jospin de supprimer l’effet rétroactif sur les stock-options. Croissance Plus obtient aussi la création des Bons de Créateurs d’Entreprises, un nouveau mécanisme incitatif de stock-options destiné aux jeunes entreprises françaises et utilisé depuis très largement en France par ce type d’entreprises pour attirer et fidéliser des collaborateurs[réf. nécessaire]. Denis Payre est resté impliqué dans Croissance Plus et est à ce jour président du comité fondateur de l’association.
En 2008, lorsque l'ISF est à nouveau plafonné, Devis Payre revient en France sans le faire changer d'avis malgré d'autres mesures avantageuses comme le bouclier fiscal.

### Nature & People First
Aujourd'hui [Quand ?], Denis Payre partage son temps entre la France et les États-Unis où il développe Nature and People First, une technique de stockage d'énergie par l'eau (Micro-Station de Transfert d'Énergie par Pompage) pour laquelle les développements se concentrent notamment aux Antilles françaises, en Californie ou à Hawaï.

## Parcours politique

### Lancement et présidence de Nous Citoyens

Logo de Nous Citoyens

Denis Payre lance en octobre 2013 le mouvement politique coopératif Nous Citoyens en réponse au « Moi président de la République » de François Hollande,. Alors que Nous Citoyens se veut ni de droite, ni de gauche et affirme réunir des « déçus » des deux bords, le ministère de l'Intérieur classe le parti à la droite de l'échiquier politique, tandis que certains observateurs politiques le jugent d'inspiration social-libérale et réformiste,,,,.
Nous Citoyens reçoit le soutien de l'économiste Michel Godet, l'écrivain Éliette Abécassis ou le navigateur Marc Thiercelin.
Denis Payre souhaite que les mondes politiques et économiques soient des passerelles mutuelles, il milite pour des élus issus de la société civile et qui y retourneront à terme. Il prône une politique de diminution drastique de l'action de l'État dans l'économie.  
Lors des élections européennes de 2014, ses listes obtiennent un total de 266 343 voix, soit 1,41 % des suffrages exprimés, ce qui en fait la neuvième force politique au niveau national,.
Le 8 septembre 2014, Denis Payre annonce qu'il a proposé au député européen Jean-Marie Cavada de prendre la présidence de Nous Citoyens et que ce dernier l'a accepté. Denis Payre restera vice-président du mouvement, tout en menant en parallèle des projets d'entreprenariat social. À l'occasion de cette annonce, il revendique 12 500 adhérents à Nous Citoyens, qui serait ainsi parmi les dix premiers mouvements politiques français. Après la démission de Jean-Marie Cavada en juin 2015, Denis Payre reprend provisoirement la tête du mouvement, le temps d'organiser une nouvelle élection, en janvier 2016, qui porte Nicolas Doucerain à la présidence de Nous Citoyens.

### Congrès des Républicains de 2021
Le 29 août 2021, deux jours après avoir pris sa carte au parti Les Républicains (LR), il annonce sa candidature à une primaire de la droite en vue de l'élection présidentielle de 2022,. Toutefois, le 2 novembre, faute d’avoir pu réunir les 250 parrainages d’élus requis, il est contraint de renoncer à sa participation au congrès des Républicains ; il estime que la direction du parti l’a empêché de faire réellement campagne en officialisant sa participation au congrès le 13 octobre et en lui laissant de fait « seulement deux semaines » pour collecter ses signatures.

### Prises de position
Denis Payre se définit politiquement comme « libéral, social réformateur mais conservateur sur les valeurs ».
Dans le cadre de sa candidature au congrès LR de 2021, il propose la suppression de 620 000 emplois dans la fonction publique.

## Prix
- 1996 : Meilleur entrepreneur de l’année, par le magazine américain Business Week[31].